# Мобуту, король Заїру
Мобуту, король Заїру (фр. Mobutu, roi du Zaïre) — документальний фільм 1999 року про Мобуту Сесе Секо, багаторічного президента Заїру.

## Нагороди
- Почесний приз «Seen by Africa» 1999 (Монреаль, Канада)
- Номінація в Лос-Анджелеській Міжнародній асоціації документалістики (IDA) (США)
- Спеціальний приз European Films Awards (Берлін, Німеччина)